# Olemps
Olemps ist eine französische Gemeinde mit 3531 Einwohnern (Stand: 1. Januar 2022) im Département Aveyron in der Region Okzitanien. Sie gehört zum Arrondissement Rodez und zum Kanton Nord-Lévezou. Die Einwohner werden Olempiens genannt.

## Geografie
Die Gemeinde liegt zwischen Toulouse und Lyon. Der Fluss Aveyron fließt durch die Gemeinde und begrenzt sie im Nordosten.
Nachbargemeinden sind Rodez im Norden und Nordosten, Le Monastère im Osten, Flavin im Südosten, Luc-la-Primaube im Süden und Südwesten sowie Druelle Balsac im Westen.
Durch die Gemeinde führt die Route nationale 88.

## Bevölkerungsentwicklung
| Jahr      | 1962 | 1968 | 1975 | 1982 | 1990 | 1999 | 2006 | 2011 | 2019 |
| Einwohner | 2018 | 2201 | 2562 | 2856 | 3032 | 3020 | 3133 | 3215 | 3439 |

## Sehenswürdigkeiten
- Schloss Rodat aus dem 16. Jahrhundert
- Schloss Malan aus dem 18. Jahrhundert
- Herrenhaus von Olemps
- Kastell Gaillard aus dem 15. Jahrhundert
- Kreuz von Olemps aus dem 15. Jahrhundert

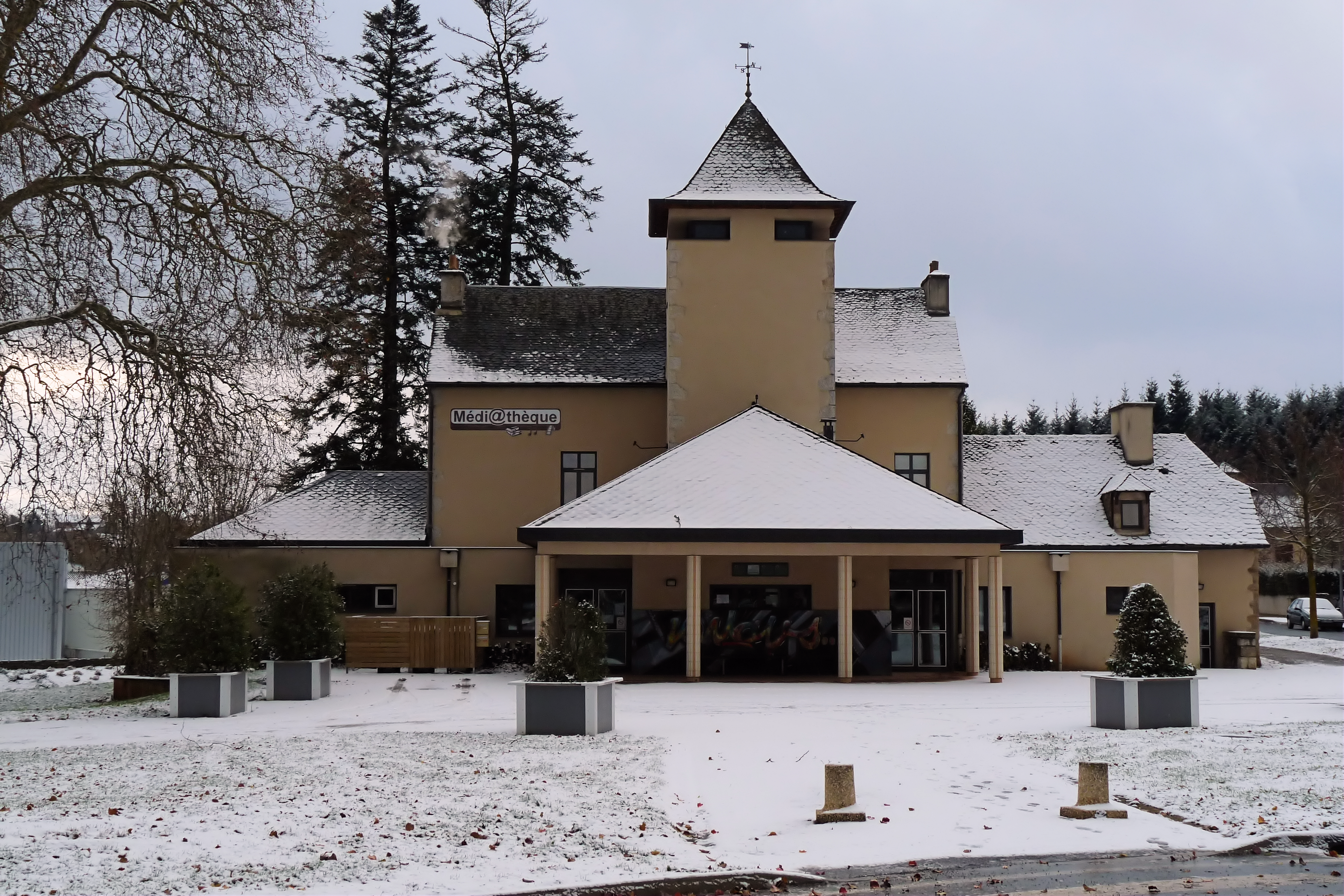
Herrenhaus von Olemps